# William B. N. Berry
William Benjamin Newell Berry (* 1. September 1931 in Boston, Massachusetts; † 20. Mai 2011) war ein US-amerikanischer Paläontologe.
William Berry studierte Geologie an der Harvard University mit dem Bachelor-Abschluss 1953 sowie dem Master-Abschluss 1955 und wurde 1957 an der Yale University promoviert. Danach war er ein Jahr an der University of Houston und lehrte ab 1958 an der University of California in Berkeley. Ab 1960 war er dort Kurator für mesozoische und paläozoische Wirbellose am University of California Museum of Paleontology (UCMP), dessen Direktor er von 1976 bis 1987 war. Von 1975 bis 1987 stand er der Abteilung für Paläontologie in Berkeley vor; von 1979 bis 1993 war er Direktor des Programms für Umweltwissenschaft.
Er war Experte für Graptolithen (speziell in den Appalachen wie den Taconic Mountains in New York und vom Ordovizium bis zum Devon) sowie die Biostratigraphie des Silur (weltweite Korrelation mit Arthur Boucot). Daraus entstand auch ein Interesse für Paläoökologie und Paläoklimatologie.
1967 war er Guggenheim Fellow. Von 1986 bis 1992 war er Associate Editor von Paleoceanography.

## Veröffentlichungen (Auszug)
- mit Harry Blatt, Scott Brande: Principles of Stratigraphic Analysis, Blackwell 1990
- Correlation of the Southeast Asian and Near Eastern Silurian rocks, Boulder, Colorado : Geological Society of America, 1972
- Correlation of the North American Silurian rocks, Boulder, Colorado : Geological Society of America, 1970
- mit Reuben James Ross: Ordovician graptolites of the Basin Ranges in California, Nevada, Utah, and Idaho,  Washington, D.C. : Government Printing Office 1963
- Growth of a prehistoric time scale based on organismal evolution, Freeman 1968